# Sylvio Pirillo
Sylvio Pirillo (Porto Alegre, Rio Grande do Sul; 27 de julio de 1916-22 de abril de 1991) fue un futbolista y entrenador de fútbol brasileño. Jugaba de delantero y llegó a dirigir a la selección brasileña.

## Selección nacional
Como entrenador de la Selección de fútbol de Brasil en un breve pasaje en 1957, tiene como mérito haber citado por primera vez a Pelé a la verdeamarelha.

## Clubes

### Como jugador
| Club             | País    | Año       |
| ---------------- | ------- | --------- |
| Americano de RGS | Brasil  | 1936-1937 |
| Internacional    | Brasil  | 1938-1939 |
| Peñarol          | Uruguay | 1939-1941 |
| Flamengo         | Brasil  | 1941-1947 |
| Botafogo         | Brasil  | 1948-1952 |

### Como entrenador

#### Clubes
| Club                | País   | Año       |
| ------------------- | ------ | --------- |
| Selección de Brasil | Brasil | 1957      |
| São Paulo           | Brasil | 1959      |
| Internacional       | Brasil | 1967-1968 |

- Datos: Q2629446